# Tour de Flandes 1934
El Tour de Flandes 1934 es la 18.ª edición del Tour de Flandes. La carrera se disputó el 18 de marzo de 1934, con inicio en Gante y final en Wetteren después de un recorrido de 239 kilómetros. 
El vencedor final fue el belga Gaston Rebry, que se impuso en solitario en Wetteren. Los también belgas Alfons Schepers y Felicien Vervaecke fueron segundo y tercero respectivamente.

## Clasificación final
|    | Ciclista            | Equipo                      | Tiempo     |
| -- | ------------------- | --------------------------- | ---------- |
| 1  | Gaston Rebry        | Alcyon-Dunlop               | 7h 00' 00" |
| 2  | Alfons Schepers     | La Française-Dunlop         | + 4' 16"   |
| 3  | Felicien Vervaecke  | Labor                       | + 6' 55"   |
| 4  | Richard Noterman    | La Française-Dunlop         | + 6' 55"   |
| 5  | Maurice Cocquereaux |                             | + 12' 40"  |
| 6  | Cesar Bogaert       |                             | + 13' 00"  |
| 7  | Leon Tommies        | Alcyon-Dunlop               | + 14' 15"  |
| 8  | Armand van Bruaene  | Van Bruaene Sport           | + 14' 15"  |
| 9  | Ernest Mottard      |                             | + 14' 15"  |
| 10 | Theo Geunis         | Genial Lucifer - Hutchinson | + 14' 15"  |